# Palmse
Palmse je vas v župniji Haljala, okrožju Lääne-Viru, v severni Estoniji, na ozemlju narodnega parka Lahemaa. Kraj ima 61 prebivalcev (2020)  in ima status vasi (estonsko küla).
Vas je najbolj znana po svojem podeželskem dvorcu, ki je danes v uporabi kot muzej. V parku okoli podeželskega dvorca je jezero Oruveski järv, veliko 3,5 hektarja. 

## Zgodovina
Vas se prvič omenja leta 1286. Nato je pripadala zemljiškemu posestvu cistercijanskih redovnic samostana svetega Mihaela v Talinu. Leta 1510 so se redovnice iz Palmseja preselile v kraj Nabala (nemško Nappel), ki je bližje Talinu. S tem povezano posestvo je bilo od takrat naprej v zasebni lasti. Med letoma 1677 in 1919 je bila posest v lasti baltsko-nemške družine von der Pahlen.
Cerkveno je vas padla pod župnijo Sankt Katharinen (Kadrina).

## Posestvo Palmse
Posestvo Palmse (nemško Palms) je v srednjem veku pripadalo samostanu sv. Mihaela v Talinu in je leta 1510 omenjeno kot dvorec. Od leta 1676 do estonske razglasitve neodvisnosti leta 1919 je pripadalo baltsko nemški družini von der Pahlen. Gradnja sedanje stavbe se je začela v lasti Gustava Christiana von der Pahlena leta 1697 po načrtih arhitekta Jacoba Staëla von Holsteina. Hiša je bila v času severne vojne požgana, leta 1730 pa jo je obnovil Arend Dietrich von der Pahlen, ki je študiral arhitekturo na Nizozemskem. Današnji videz je hiša dobila med prenovo v letih 1782-1785 pod vodstvom arhitekta Johanna Casparja Mohra, ki je zasnoval številne graščine v Estoniji in današnji sedež estonske vlade Hiša Stenbock, v Talinu.
Poleg veličastnega dvorca je na tem območju tudi več ohranjenih gospodarskih poslopij, kot so destilarna, rastlinjak in hlev, pa tudi velik park s tipičnimi romantičnimi paviljoni in kopališčem.
Obsežna prenova kompleksa je bila izvedena v letih 1973-1986. Notranjost glavne hiše je bila ponovno opremljena s pohištvom, značilnim za graščinsko posestvo v 19. stoletju (čeprav iz posestva dejansko izvira le en kos).
Ruski vojaški častnik in državnik Peter Ludwig von der Pahlen (1745–1826) se je rodil v dvorcu Palmse.
Dvorec je danes v narodnem parku Lahemaa.

## Galerija
- Balvan pri Palmseju
- Jezero Oruveski
- Vhod v dvorec
- Notranjost